# WWE 2K17
WWE 2K17 – komputerowa gra sportowa o tematyce wrestlingu, stworzona przez studia Yuke’s i Visual Concepts. Została wydana przez 2K Sports na platformy PlayStation 3, PlayStation 4, Xbox 360, Xbox One i Microsoft Windows. Jest to osiemnasta gra z serii WWE i czwarta wydana pod nazwą WWE 2K. Założeniem gry jest odzwierciedlenie uniwersum WWE, w tym jego najważniejszych gałęzi branżowych – WWE SmackDown, WWE Raw i WWE NXT, a także częściowo uniwersum dawnych konkurencji tej firmy – WCW, ECW i WCCW. Gra zawiera kilka trybów rozgrywki – standardowa walka na arenie lub zapleczu, prowadzenie własnej kariery zawodnika WWE oraz odgrywanie różnych sytuacji we własnym uniwersum. Istnieje też możliwość personalizacji i tworzenia własnych uniwersów, programów, czołówek, aren, pasów mistrzowskich i zawodników, a także ich ruchów, charakteru, sposobów wejścia na arenę, sposobów celebracji zwycięstwa oraz filmów promocyjnych na TitanTronie.

## Marketing i promocja
Pierwsze przesłanki o grze pojawiły się już w styczniu 2016 roku, kiedy to WWE i 2K Games podpisały wieloletnią umowę zlecającą publikowanie kolejnych gier z serii WWE 2K przez studio. Obie firmy po raz pierwszy oficjalnie zapowiedziały grę WWE 2K17 31 maja, ogłaszając jednocześnie, że Goldberg będzie dodatkową grywalną postacią dla wszystkich, którzy dokonają zakupu gry przed premierą. Miał być dostępny w dwóch wersjach jako zawodnik WCW i jako zawodnik WWE. Ujawniono też, że gracz będzie mógł rozgrywać zawody na arenie Halloween Havoc i WCW Monday Nitro, na których walczył sam Goldberg. Opublikowano także zwiastun z udziałem Billa Goldberga. 27 lipca opublikowano drugi zwiastun, na którym ujawniono okładkę opakowania gry – znajdował się na niej Brock Lesnar. 14 lipca WWE ogłosiło wydanie edycji kolekcjonerskiej. Zawierała ona między innymi dodatki NXT Pack i Goldberg Pack, litografię podpisaną przez Shinsuke Nakamurę, karty kolekcjonerskie i figurkę Finna Bálora. Od 2 sierpnia IGN i 2K Games regularnie co tydzień ujawniały kolejne grywalne postacie w formie zabawy. Publikowały obrazek, na którym znajdywały się wskazówki. Fani mieli dwie godziny na odgadnięcie kto pojawi się w WWE 2K17. Po tym czasie publikowana była oficjalna lista. 8 sierpnia ogłoszono, że za wybór utworów do ścieżki dźwiękowej gry będzie odpowiedzialny producent muzyczny i raper Puff Daddy. 20 września ukazał się kolejny zwiastun. Tym razem promował tryb MyCareer i wystąpił w nim Paul Heyman, który odegrał w zwiastunie rolę managera proponującego graczowi współpracę przy rozwoju kariery.

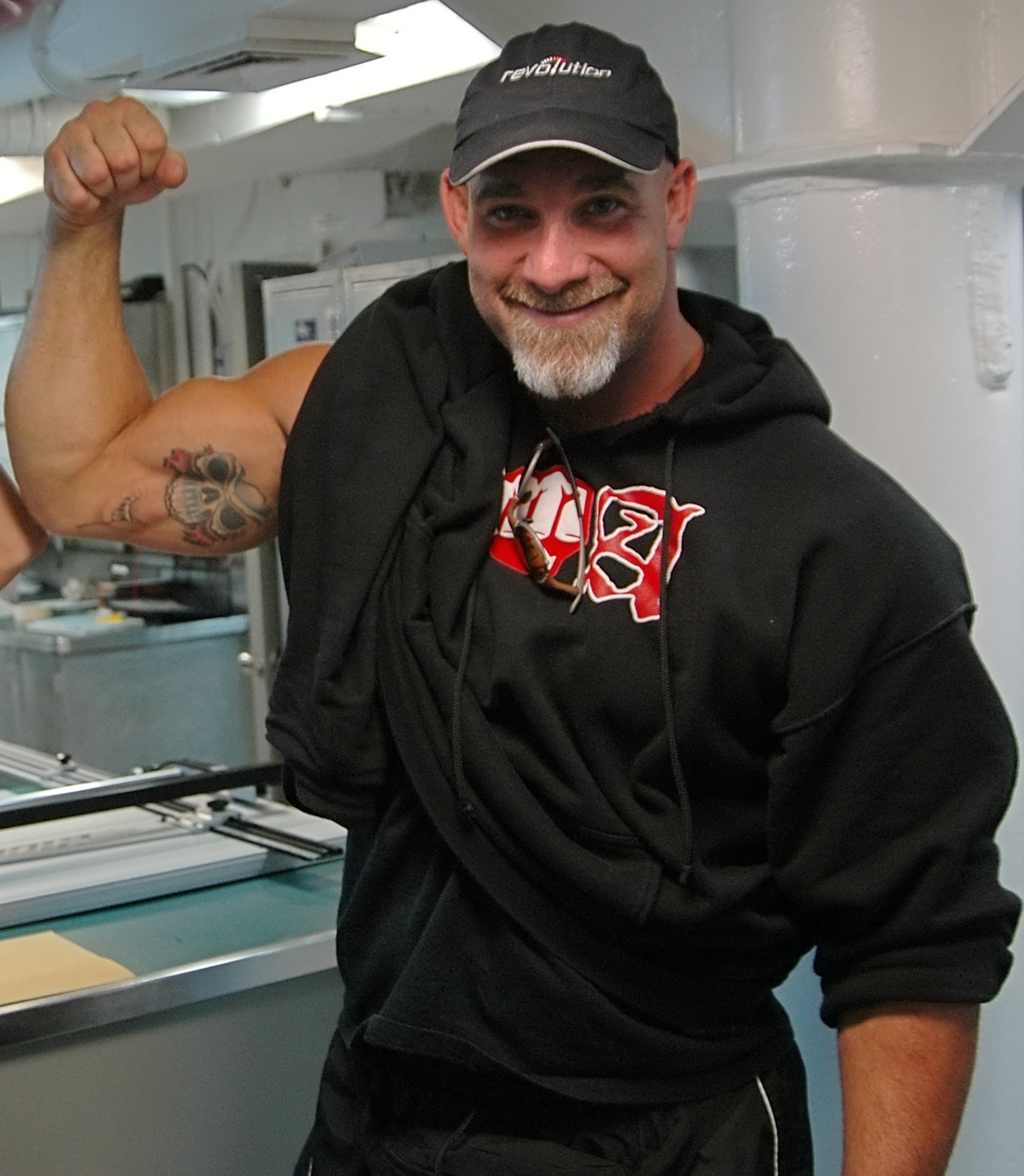
Bill Goldberg był kluczową postacią w kampanii reklamowej gry

W promocję gry byli zaangażowani wrestler Bill Goldberg i manager Brocka Lesnara Paul Heyman. W ramach swojej rywalizacji w kayfabe wykorzystywali materiały z wersji demonstracyjnej i odnosili się do swoich występów w grze. Goldberg osobiście promował grę na konferencji prasowej ESPN i przyznał, że gra przyczyniła się do jego powrotu do wrestlingu oraz organizacji WWE, z którą wcześniej był skłócony przez wiele lat. Gra była szczególnie promowana na wydarzeniu Survivor Series. Przed premierą twórcy potwierdzili, że ze względu na czas produkcji nie udało się zaimplementować w grze mechanik, które odwzorowywałyby zmiany, jakie zaszły w stylu WWE w 2016 roku, takich jak podział WWE na brandy. Dyrektor marki Bryce Yang stwierdził, że nie wyklucza możliwości ukazania się DLC, które wypełniłoby tę lukę, ale nie był to priorytet zespołi produkcyjnego. Ostatecznie taki dodatek nigdy się nie ukazał. Gra ukazała się na platformach PlayStation 3, PlayStation 4, Xbox 360 i Xbox One 11 października 2016.
W styczniu 2017 roku firma 2K Games poinformowała, że gra ukaże się na komputerach osobistych 7 lutego 2017 roku. Ogłoszono przy tym, że produkcja dostępna będzie w standardowej edycji zawierającej Goldberg Pack (49,99 euro) oraz Deluxe Edition (74,99 euro), zawierającej przepustkę sezonową. Zgodnie z zapowiedzią gra ukazała się na platformie Steam 7 lutego, a przepustkę sezonową można było też nabyć osobno, w cenie 29,99 euro. Wszystkie opublikowane do tej pory na konsolach DLC były dostępne na PC w momencie premiery tej wersji. Kolejny nadchodzący dodatek miał jednak najpierw ukazać się na PlayStation i Xbox. W lutym 2017 roku zapowiedziano ostatnie DLC WWE 2K17 – Hall of Fame Showcase. Jego główną atrakcją zdaniem twórców miała być rekonstrukcja historycznych walk z udziałem wrestlerów dołączonych do WWE Hall of Fame w 2016 roku. W kampanię reklamową ostatniego DLC był zaangażowany pojawiający się w jednej z walk i już zapowiedziany jako przyszły członek WWE Hall of Fame wrestler Diamond Dallas Page.
Już po wydaniu, w promocję gry zaangażowali się również wrestlerzy WWE prowadzący własne kanały na YouTube. Xavier Woods nagrał serię typu Lets Play, a Scott Hall nagrał recenzję edycji NXT.

## Rozgrywka

### Zmiany względem poprzedniej części
Do gry powróciła znana z poprzednich części możliwość przeniesienia walki na widownię oraz walk za kulisami. Ostatni raz taka opcja była dostępna w grze WWE SmackDown vs. Raw 2008. Dodany został nowy opcjonalny system submission fighting, zachowując także ten z WWE 2K16. Gracz sam może wybrać którym systemem chce się posługiwać. Zmieniony został system tauntów – teraz wpływają one na chwilowe zwiększenie siły ataku, chwilowe zwiększenie przyrostu momentum lub zasygnalizowanie partnerowi albo przeciwnikowi aby wstał. Walki są od teraz oceniane za pomocą umownych gwiazdek (od 0 do 5 z możliwością otrzymania pół gwiazdki). Gracz może obserwować wzrost oceny w trakcie walki. Zmieniono sposób prowadzenia walk z udziałem więcej, niż dwóch osób tak aby ograniczyć sytuacje, w których wszyscy zawodnicy znajdują się w ringu. Uproszczono też proces pozycjonowania drabiny przez zawodnika. W trybie tworzenia wrestlera pojawią się nowe opcje, między innymi personalizacja włosów na ciele i połysk skóry. Nie ma już możliwości personalizacji rozmiaru każdej części ciała. Zamiast tego można wybrać typ ciała i jego poszczególnych części. Po raz pierwszy pojawia się możliwość stworzenia własnego materiału filmowego, który może zostać wykorzystany na TitanTronie lub jako czołówka programu, i własnego sposobu celebrowania zwycięstwa przez zawodników. Tryby Universe i MyCareer zostały wzbogacone o promo (takie jak wywiady i autopromocja zawodnika przed publicznością) symulujące zdarzenia między walkami w programach telewizyjnych WWE. W grze jest więcej grywalnych zawodników, niż w WWE 2K16, natomiast nie pojawiają się ponownie niektórzy dawni wrestlerzy i managerowie, a także ci, którzy od poprzedniej części zakończyli współpracę z firmą WWE. Są to: Arnold Schwarzenegger, Adam Rose, Bad News Barrett, Batista, Brad Maddox, Cameron, Colonel Mustafa, Colonel Robert Parker, D’Lo Brown, Damien Mizdow, Farooq, Fit Finlay, General Adnan, Gerald Brisco, Haku, Honky Tonk Man, Jimmy Hart, Ken Shamrock, Mikey Whipwreck, Miss Elizabeth, Pat Patterson, Paul Bearer, Roddy Piper, Rosa Mendes, Ryback, Santino Marella, Savio Vega, Sensational Sherri, Sgt. Slaughter, Stevie Ray, X-Pac i Zeb Colter.
Twórcy gry początkowo rozważali wprowadzenie znanego z poprzednich części trybu 2K Showcase, w którym gracz mógł odtworzyć autentyczne walki i wątki fabularne uważane przez zespół projektancki za ważne dla historii wrestlingu. Ostatecznie postanowili z niego zrezygnować i położyć większy nacisk na rozwój popularniejszych trybów – Universe i MyCareer – jednocześnie zapowiadając, że tryb Showcase prawdopodobnie pojawi się w niektórych przyszłych grach z serii WWE. W lutym 2017 roku zapowiedziano, że tryb Showcase pojawi się w DLC Hall of Fame Showcae.

### Walka
Podstawowym elementem rozgrywki WWE 2K17 występującym we wszystkich trybach rozgrywki jest walka na arenie lub za kulisami, z udziałem wrestlerów zaimplementowanych w grze lub stworzonych przez użytkownika. Oprócz aren WWE do wyboru są także te należące do nieistniejącej obecnie konkurencji tej firmy – WCW, ECW i WCCW. W grze znajdują się między innymi areny WCW Halloween Havoc, ECW November to Remember i WCCW '86. Walki są oceniane za pomocą umownych gwiazdek (od 0 do 5 z możliwością otrzymania pół gwiazdki). Gracz może obserwować wzrost oceny w trakcie walki. Na ocenę wpływają takie zdarzenia jak move variety (pl. różnorodność chwytów), memoriable moments (pl. pamiętne chwile) i signature touch (odnoszące się do ruchów charakterystycznych dla poszczególnych wrestlerów, zwanych signaturami lub finisherami). Niektóre walki można zacząć za kulisami lub przejść z areny za kulisy. W walkach zakulisowych po raz pierwszy w serii wrestlerzy nie są ograniczeni do jednego pomieszczenia i mogą przemieszczać się między lokacjami. Na zapleczu można też natrafić na innych członków personelu WWE (między innymi Triple H-a i Renee Young), ale nie można wchodzić z nimi w interakcje. Na niektórych arenach istnieje też możliwość przejścia za barykady i walka na publiczności. Każdej walce towarzyszy komentarz Jerry’ego „The King” Lawlera, Michaela Cole’a i JBL-a (nawet w przypadku gdy JBL jest zawodnikiem w ringu – wówczas komentatorzy odnoszą się do jego bilokacji). Na sytuacje reaguje również publiczność bijąc brawa, bucząc lub skandując różne hasła. Wchodzących na ring zawodników zapowiada Lilian Garcia, która później także ogłasza zwycięzcę.
Walka polega na atakowaniu przeciwnika poprzez wykonywanie ciosów, kopów i innych akcji wrestlerskich oraz spełnienia warunków danego typu walki (np przypięcie w zwykłej walce lub doprowadzenie do poddania w submission match). Ciosy przeciwnika można zablokować, jednak liczba możliwych blokad jest ograniczona (stopień ograniczenia zależy od zawodnika). Po wykorzystaniu możliwości blokady trzeba odczekać określoną ilość czasu zanim ta możliwość się odnowi. Zawodnik może też wykonywać tak zwane taunty, dzięki którym może zasygnalizować partnerowi lub przeciwnikowi aby wstał, czasowo zwiększyć siłę ataku lub czasowo zwiększyć szybkość zwiększania się momentum. Momentum rośnie z każdym udanym atakiem. Po zdobyciu 100 punktów momentum zawodnik może wykonać charakterystyczny dla siebie atak, a po zdobyciu 150 punktów finisher lub OMG. OMG to akcja wykonywana w konkretnym miejscu na arenie lub za kulisami i wykorzystująca do ataku najbliższe środowisko. Można je wykonać tylko jeśli zawodnik posiada odpowiednią umiejętność. Do walki można także wykorzystać leżące w pobliżu przedmioty, lecz w niektórych typach walk sędzia może za to zdyskwalifikować zawodnika. Jeśli wrestler zostanie mocno pobity, zaczyna krwawić.
Kobiety nie mogą walczyć z mężczyznami, krwawić, ani brać udziału w walkach royal rumble.
| 1 na 1 | 2 na 2                                                                                               | Triple Threat                                                                   | Fatal 4-way                                                                               | 6 osób                                                                     | Handicap          | Royal Rumble                  | Tournament        |
| --- | --- | ------------------------------------------------------------------------------- | ----------------------------------------------------------------------------------------- | -------------------------------------------------------------------------- | ----------------- | ----------------------------- | ----------------- |
| - Normalny - Falls Count Anywhere - Walka na zapleczu - Extreme Rules - Ladder - Table - TLC - Hell in a Cell - Steel Cage - Iron Man - Last Man Standing - No Holds Barred - Submission | - Normalny - Extreme Rules - Steel Cage - Elimination tag - Elimination Tornado Tag - Hell in a Cell | - Normalny - Extreme Rules - Ladder - Table - TLC - Hell in a Cell - Steel Cage | - Normalny - Extreme Rules - Ladder - Table - TLC - Hell in a Cell - Falls Count Anywhere | - Tag Team - Elimination tag - Ladder - Elimination Chamber - Battle Royal | - 1 na 2 - 1 na 3 | - 10 osób - 20 osób - 30 osób | - 1 na 1 - 2 na 2 |
| Źródło: IGN, The Smackdown Hotel | |                                                                                 |                                                                                           |                                                                            |                   |                               |                   |

### Promo
Promocje występują w trybach MyCareer i Universe. W tym trybie zawodnik sterowany przez gracza wychodzi na arenę i wyraża swoje emocje, wybierając jedno ze zdań, które jest widoczne na ekranie. Czas na wybór wypowiedzi jest ograniczony. Gracz dokonując wyboru wpływa na reakcje publiczności, która może zacząć wiwatować lub buczeć. Im więcej spójnych wypowiedzi, tym wyższa jest jej ocena. Wypowiedzi wywołujące reakcje przeciwne, niż przez większość promo powodują obniżenie oceny. W niektórych trybach, w promocji bierze udział dwóch wrestlerów. Wówczas promocję wygrywa ten, który otrzyma wyższą ocenę. Wybór dokonywany przez gracza wpływa też na zyskiwanie sławy Face'a, bądź niesławy heela. W promocji można też wykorzystać zdolności specjalne. Jedną z nich jest uderzenie przeciwnik mikrofonem, co prowadzi do walki i zakończenia promo. Są następujące rodzaje promocji:
- Self-Promotion: – monolog prowadzony w celu zyskania popularności. Czasem może zostać zakłócony przez niespodziewane pojawienie się innego zawodnika.
- Call Out: Wywołanie innego zawodnika w celu rozpoczęcia potyczki słownej. Może to doprowadzić do wielotygodniowej rywalizacji. Wywołana osoba nie zawsze odpowiada na wezwanie.
- Turn Face: Jeśli zawodnik jest heelem, ale ma niski poziom heela, ten rodzaj promocji przemienia go w face'a.
- Turn Heel: Jeśli zawodnik jest face’em, ale ma niski poziom face'a, ten rodzaj promocji przemienia go w heela.
- Form Tag-Team: Wywołanie innego zawodnika w celu złożenia mu oferty utworzenia Tag Teamu.
- Break-up Tag-Team: Wywołanie swojego partnera z Tag Teamu w celu rozwiązania zespołu[51][52].

### Virtual Currency
Za promocje i walki na arenie w trybie Exhibition, MyCareer lub Universe gracz otrzymuje punkty VC (od Virtual Currency, pl. Waluta wirtualna). Liczba otrzymanych punktów zależy od oceny walk lub promocji. Dodatkowym sposobem na zarabianie ich jest sprzedaż reklamowanych przez siebie koszulek i wykonywanie zadań dla zarządu lub Paula Heymana w trybie MyCareer. Za punkty gracz może usprawniać swoją postać w trybie MyCareer lub odblokowywać: stroje; areny odzwierciedlające te używane w czasie klasycznych wydarzeń pay-per-view i programów WWE, WCW i ECW; nieużywane pasy mistrzowskie WWE, WCW i ECW; sławnych dawnych wrestlerów oraz klasyczne wariancje postaci odblokowanych od samego początku (na przykład Big Show z 2000 roku, który jest traktowany jako inna postać, niż Big Show). Najtańszą rzeczą do odblokowania jest korporacyjny strój Kane’a i większość aren (3 000 VC), a najdroższą wrestler Steve Austin (87 500 VC).

### Tryby rozgrywki

#### Exhibition Match
Tryb, w którym gracz może wybrać rodzaj walki, arenę i zawodników, a następnie rozegrać pojedynczą walkę w trybie jednoosobowym lub dwuosobowym.

#### MyCareer

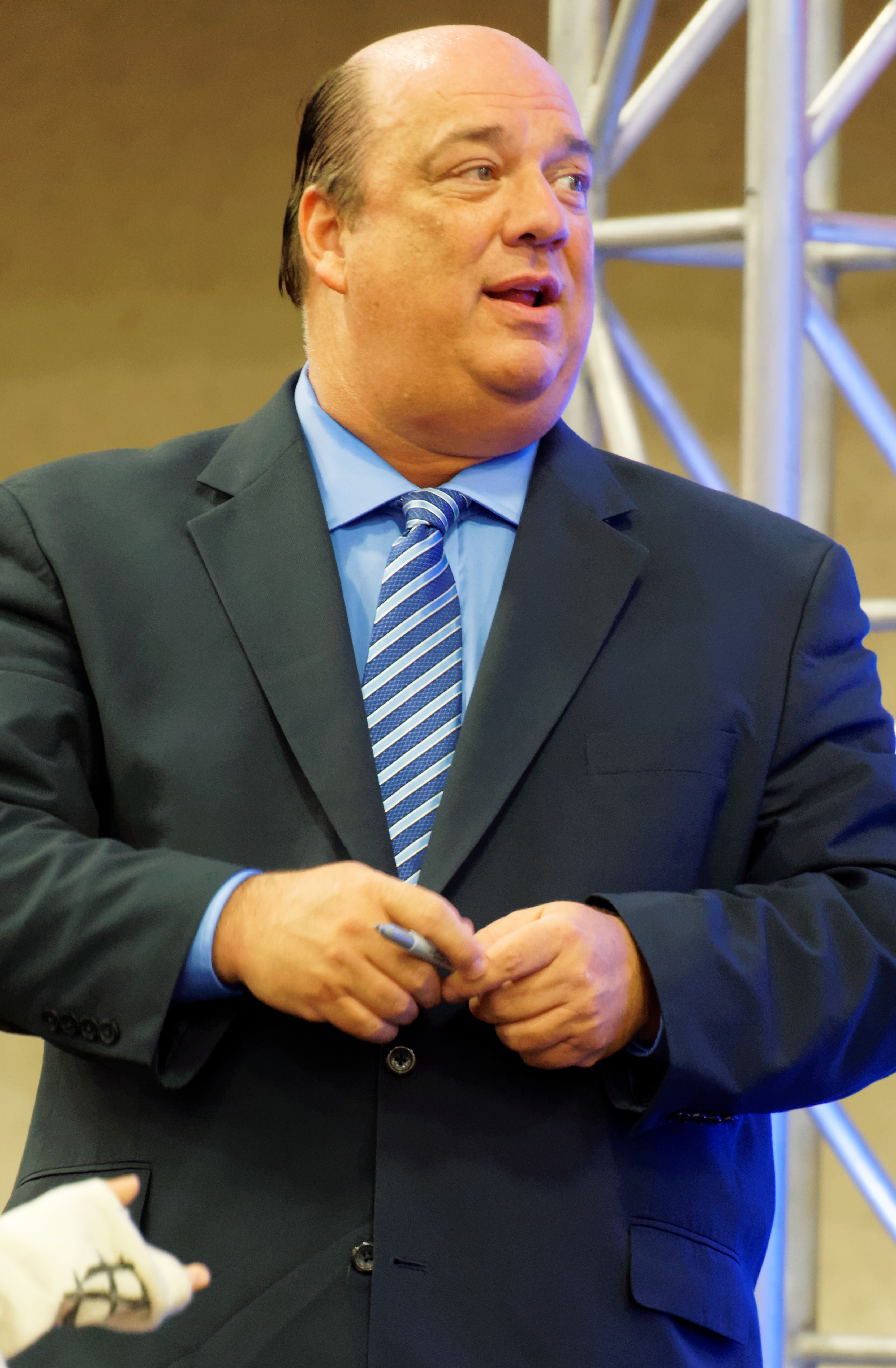
Paul Heyman odgrywa znaczącą rolę w trybie MyCareer

Jest niedostępny na konsolach PlayStation 3 i Xbox 360. W tym trybie gracz może stworzyć własnego zawodnika i dołączyć do organizacji WWE. Kariera zaczyna się od treningu pod okiem Matta Blooma, co pełni w grze funkcję tutorialu. W zależności od tego jakie postępy zostały poczynione od początku stworzony wrestler zadebiutuje w głównym rosterze albo w NXT. Od tego momentu wrestler bierze udział w cotygodniowych walkach i comiesięcznych pay-per-view. Może też starać się o zdobycie jednego z tytułów mistrzowskich. Jednocześnie można posiadać nie więcej, niż dwa tytuły. Między walkami można też prowadzić promo. Okazjonalnie Renee Young przeprowadza wywiad z wrestlerem po jego walce. W trakcie wywiadów mogą interweniować inni zawodnicy, co prowadzi do walki za kulisami. Również gracz może atakować innych zawodników w trakcie ich wywiadów. Może też decydować o tym z kim jego postać będzie toczyć rywalizację wzywając wybraną przez siebie osobę w czasie promo, jednak potencjalny rywal czasem ignoruje wyzwanie. Innymi sposobami na rozpoczęcie rywalizacji jest atakowanie innych zawodników w różnych momentach ich walk, promocji i wywiadów. W tym trybie można też zarabiać dodatkowe punkty VC poprzez sprzedaż stworzonych i reklamowanych przez siebie koszulek.
Postać gracza swoimi działaniami może zyskać przychylność lub wrogość ze strony zarządu WWE (reprezentowanego głównie przez Triple H-a) lub Paula Heymana, co ostatecznie prowadzi do sojuszu lub rywalizacji. Głównym sposobem na wyrabianie sobie reputacji którejkolwiek ze stron jest wykonywanie zlecanych zadań (na przykład wygranie walki poprzez pinfall dla zarządu lub posiadanie dowolnego tytułu przez 365 dni dla Heymana). Za wykonywanie zadań gracz otrzymuje punkty VC. Zadania Paula Heymana dzielą się na główne i poboczne i są trudniejsze oraz wymagające poświęcenia więcej czasu, niż zadania od zarządu, ale za to są nagradzane większą liczbą punktowów. Sojusznicy będą pomagać postaci, a wrogowie utrudniać rozwój jej kariery. Stając się sojusznikiem Heymana zawodnik może korzystać z jego usług managera, a w niektórych sytuacjach wrestlerowi będzie pomagał Brock Lesnar. Jeśli jednak postać gracza jest wrogiem Heymana, on i Lesnar będą próbował ją ukarać.
Tryb kończy się przejściem wrestlera na emeryturę, a jeśli zostały spełnione określone wymagania, to także dołączeniem do WWE Hall of Fame.

#### WWE Universe
Tryb Universe pozwala na stworzenie własnego wrestlingowego uniwersum, odgrywanie w nim dowolnych walk i segmentów promocyjnych, a także wpływanie na zdarzenia losowe. Same walki są wzbogacone o okazyjne zdarzenia takie jak niespodziewana interwencja innych zawodników, atak uczestnika przed gongiem lub atak uczestnika po walce. Domyślnie w uniwesum znajdują się standardowe programy WWE (WWE Raw, WWE Main Event, WWE NXT i WWE SmackDown), ale gracz może je modyfikować, kasować i tworzyć własne. Modyfikowalne są także rostery, tag teamy, tytuły mistrzowskie i pozycje na listach pretendentów do tytułów. W danym momencie gracz może mieć zapisanych nie więcej, niż 3 uniwersa, a w jednym programie mogą występować nie więcej, niż 3 rywalizacje.

### Showcase

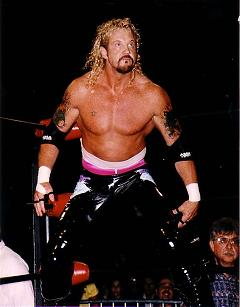
Diamond Dallas Page – jedyny wrestler zapowiedziany jako członek WWE Hall of Fame od 2017 roku, który pojawia się w trybie showcase.

Jest dostępny tylko w zawartości DLC Hall Of Fame Showcase Pack. W tym trybie gracz może wziąć udział w zrekonstruowanych cyfrowo historycznych walkach WWE, WCW i WCCW, w których brały udział osoby dołączone do WWE Hall of Fame w 2016 roku. Jedyną fikcyjną walką jest ta między Papa Shango, a The Godfather, którzy w rzeczywistości są odgrywani przez tę samą osobę – Charlesa Wrighta. Walka na WCW Saturday Night 1992 została dodana także ze względu na ogłoszenie, że Diamond Dallas Page zostanie dołączony do WWE Hall of Fame w 2017 roku. Warunkiem zaliczenia każdego etapu jest wypełnianie warunków, które na bieżąco wyświetlają się na ekranie i nawiązują do autentycznych sytuacji, które miały miejsce w tych walkach. Nagrodą za zaliczenie każdego etapu są odblokowywane nowe stroje, areny i wrestlerzy, którzy pojawili się w ostatniej walce. Kolejne etapy to:
- WCW Saturday Night 1992 – Cactus Jack i Diamond Dallas Page vs The Fabulous Freebirds (Michael „P.S.” Hayes i Buddy Roberts)
- WCCW 1986 – The Fabulous Freebirds (Michael „P.S.” Hayes i Buddy Roberts) vs Kerry Von Erich i Kevin Von Erich
- SmackDown 2000 – Ivory vs Jacqueline
- WCW Clash of the Champions 1988 – Sting vs Ric Flair
- WCW Halloween Havoc 1998 – Sting vs Bret Hart
- Dream Match – Papa Shango vs The Godfather
- Armageddon 1999 – Big Boss Man (z Albertem) vs Big Show

### Tryb tworzenia
Gracz ma możliwość tworzenia i modyfikacji wielu elementów gry, takich jak zawodnicy, areny, pasy, tytuły mistrzowskie, materiały filmowe, programy oraz zestawy ruchów. Stworzone elementy można później publikować w zakłdace Community Creations, gdzie będą dostępne online dla innych graczy.
W trybie tworzenia własnego wrestlera lub wrestlerki edytowalne są takie aspekty wyglądu postaci jak twarz, wzrost, masa, budowa ciała, zarost na twarzy i ciele, kolor skóry, połysk skóry, zmarszczki, zęby i paznokcie. Istnieje też funkcja przechwytywania twarzy, dzięki której można stworzyć twarz zawodnika na podstawie wgranego wcześniej zdjęcia. Modyfikowalne są także umiejętności, ruchy, osobowość, reakcja publiczności na wrestlera, a także sposób wejścia na arenę i celebrowania zwycięstwa osobno dla sytuacji kiedy postać jest face’em, heelem i mistrzem. Oprócz obowiązkowego nazwania swojej postaci gracz może też zdecydować w jaki sposób będzie ona zapowiadana w czasie wejścia na arenę przez Lilian Garcię.
Istnieje możliwość stworzenia własnego materiału filmowego z gotowych animacji lub z materiałów nagranych przez gracza w czasie walk, w których uczestniczył. Stworzony w ten sposób materiał może zostać później użyty jako czołówka programu, film promocyjny areny lub film promocyjny pojawiający się na TitanTronie, kiedy konkretny zawodnik będzie wchodził na arenę lub wygra.
Narzędzie do tworzenia programów telewizyjnych zostało stworzone tak aby umożliwiało odzwierciedlenie przez gracza klimatu i epoki, które go w danym momencie interesują. Oprócz narzędzi do tworzenia wizualnej oprawy programu, jego loga oraz czołówki, gracz może ustawić filtr graficzny stylizujący program na lata 80, lata 90, starą kasetę VHS lub czarno białe nagranie. Istnieje również możliwość wyboru sędziego – do wyboru są między innymi sędzia japoński, sędzia z ECW, sędzia z WCW, sędzia z Attitude Era i sędzia z Golden Era.

### Roster
W grze pojawiło się więcej postaci, niż w WWE 2K16. Znalazło się w nim w sumie 177 wrestlerów i managerów (151 w podstawowej wersji gry i 26 w DLC) opartych na 159 prawdziwych wrestlerach i managerach. Niektóre postacie są różnymi wariancjami tego samego wrestlera, na przykład Cactus Jack, Dude Love i Mankind są w grze różnymi postaciami, choć wszystkie są oparte na osobie Micka Foleya. Roster odwzorowuje autentyczny personel WWE – obecny lub z przeszłości. W niektórych przypadkach prawdziwi wrestlerzy zostali przeskanowani na potrzeby gry, w celu ich jak najwierniejszego odzwierciedlenia.
W poniższej tabeli wymieniono postacie z gry. Pogrubioną czcionką oznaczono te, które nie pojawiły się wcześniej w żadnej innej grze z serii WWE. Jeśli jest kilka różnych postaci opartych na tym samym prawdziwym wrestlerze, to ich nazwy znajdują się w nawiasie po nazwie tego wrestlera.
| Wersja gry                   | Typ postaci | Dostępne postacie |
| ---------------------------- | ----------- | --- |
| Podstawowa wersja gry        | Wrestlerzy  | Aiden English • AJ Styles • Alberto Del Rio • André the Giant • Arn Anderson • Bam Bam Bigelow • Baron Corbin • Big Boss Man • Big Cass • Big E • Big Show (Big Show, Big Show '00) • Billy Gunn • Blake • Bo Dallas • Booker T • Braun Strowman • Bray Wyatt • Bret Hart • Brian Pillman • British Bulldog • Brock Lesnar • Bubba Ray Dudley • Bushwhacker Butch • Bushwhacker Luke • Cesaro • Chad Gable • Chris Jericho (Chris Jericho, Chris Jericho '01) • Christian • Curtis Axel • D-Von Dudley • Daniel Bryan • Darren Young • Dash Wilder • Dean Ambrose • Diamond Dallas Page • Diego • Diesel • Dolph Ziggler • Dusty Rhodes • Dwayne Johnson (The Rock, The Rock '01) • Earthquake • Edge • Enzo Amore • Erick Rowan • Fandango • Finn Bálor • Goldust • Heath Slater • Hideo Itami • Jack Swagger • Jake “The Snake” Roberts • Jason Jordan • JBL • Jey Uso • Jim Niedhart • Jimmy Uso • John Cena • Kalisto • Kane (Kane, Kane '98) • Kevin Nash • Kevin Owens • Kofi Kingston • Konnor • Larry Zbyszko • Lex Luger • Luke Harper • Macho Man Randy Savage • Mark Henry • Mick Foley (Cactus Jack, Dude Love, Mankind) • Mr. McMahon '01 • Mr. Perfect • Murphy • Neville • Paul Heyman • R-Truth • Randy Orton • Ric Flair • Rick Rude • Ricky Steamboat • Rikishi • Road Dogg • Roman Reigns • Rusev • Sami Zayn • Samoa Joe • Scott Dawson • Scott Hall (Scott Hall, Razor Ramon) • Seth Rollins • Shane McMahon • Shawn Michaels • Sheamus • Simon Gotch • Sin Cara • Stardust • Sting (Sting, Sting '91, Sting '99) • Stone Cold Steve Austin (Steve Austin, Stunning Steve Austin) • Tatsumi Fujinami • The Miz • Titus O’Neil • Triple H (Hunter Hearst Helmsley, Triple H, Triple H '01) • Tyler Breeze • Typhoon • Tyson Kidd • Ultimate Warrior • Undertaker (Undertaker, Undertaker '91, Undertaker '00) • Vader • Viktor • Xavier Woods • Zack Ryder |
| Podstawowa wersja gry        | Wrestlerki  | Alexa Bliss • Alicia Fox • Alundra Blayze • Asuka • Bayley • Becky Lynch • Brie Bella • Carmella • Charlotte • Dana Brooke • Emma • Eva Marie • Lita • Naomi • Natalya • Nikki Bella • Paige • Sasha Banks • Stephanie McMahon • Summer Rae • Tamina • Trish Stratus |
| Podstawowa wersja gry        | Managerowie | Bobby „The Brain” Heenan • Lana • Mr. McMahon • Paul Heyman • Stephanie McMahon • Ted DiBiase |
| Future Stars Pack            | Wrestlerzy  | Austin Aries • Karl Anderson • Luke Anderson • Mojo Rawley • Tye Dillinger |
| Legends Pack                 | Wrestlerzy  | Albert • Brutus Beefcake • Buddy Roberts • Eddie Guerrero • Goldberg* • Greg Valentine • Sycho Sid • Tatanka |
| NXT Enchantment Pack         | Wrestlerzy  | Apollo Crews • Shinsuke Nakamura |
| NXT Enchantment Pack         | Wrestlerki  | Nia Jax |
| Hall of Fame Showcase        | Wrestlerzy  | Jimmy Garvin • Kerry Von Erich • Kevin Von Erich • Michael Hayes • Charles Wright (Papa Shango, The Godfather) • Ric Flair '88 • Sting Wolfpack |
| Hall of Fame Showcase        | Wrestlerki  | Ivory • Jacqueline |
| Goldberg Pack                | Wrestlerzy  | Goldberg* |
| Źródło: IGN, Smackdown Hotel |             | |

*Goldberg dostępny był także dla osób, które zakupiły grę przedpremierowo. Ta postać jest dostępna w tej samej wariancji zarówno w DLC Legends, jak i w Goldberg DLC Pack.

## Soundtrack

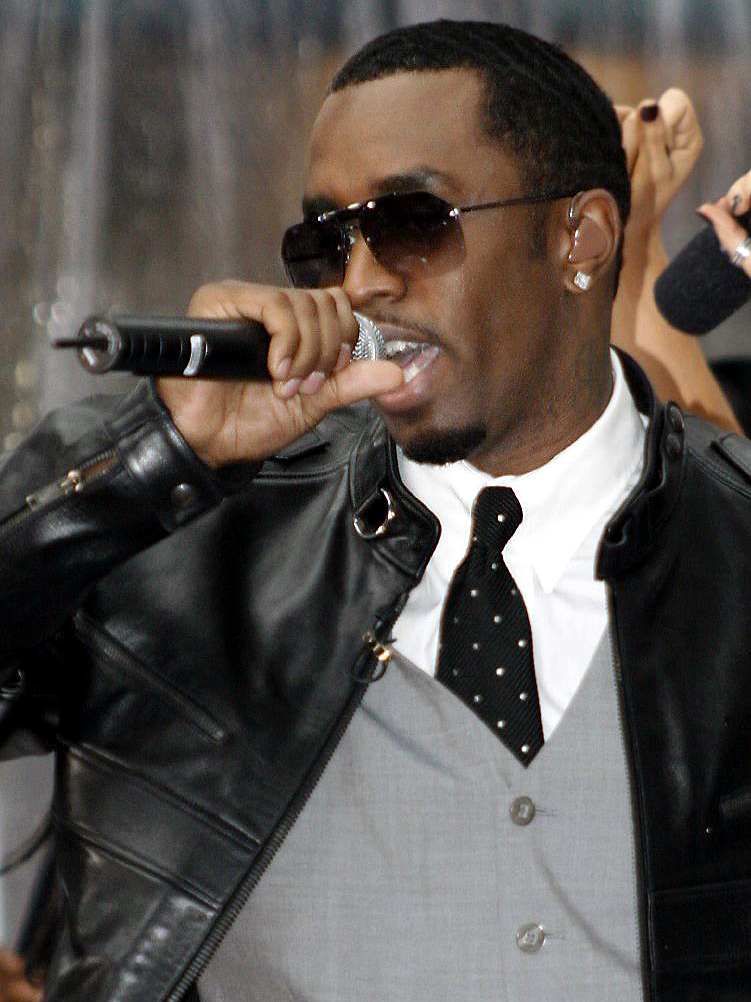
Puff Daddy był odpowiedzialny za przygotowanie ścieżki dźwiękowej gry. Jest też współautorem utworu Bad Boy For Life.

W grze można usłyszeć motywy muzyczne prawdziwych wrestlerów, którzy pojawiają się w grze. Oprócz tego raper i producent muzyczny Puff Daddy przygotował listę utworów, które można usłyszeć w menu głównym. Są to utwory różnych gatunków zarówno muzyka z minionych dekad, jak i stworzonych specjalnie na potrzeby gry. Poniżej znajduje się pełna lista utworów i wykonujących je artystów.
- Action Bronson i Joey Bada$$ (feat. Rico Love) – What About The Rest Of Us
- Anderson .Paak – Come Down
- Andy Black – We Don’t Have To Dance
- Axwell Λ Ingrosso – This Time;
- Black Sabbath – Paranoid
- Bring Me The Horizon – Run
- FIDLAR – Drone
- French Montana (feat. Kodak Black) – Lockjaw
- iSHi (feat. French Montana, Wale i Raekwon) – We Run;
- P. Diddy, Black Rob i Mark Curry – Bad Boy For Life
- Travis Barker i Yelawolf – Out of Control
- Twenty One Pilots – Ride
- Yellow Claw (feat. Lil Eddie) – We Made It

## DLC
| Nazwa                                                                               | Data wydania         | Data wydania         | Data wydania         | Data wydania         | Data wydania                 | Zawartość (patrz: roster) |
| Nazwa                                                                               | PS4                  | X360                 | PS3                  | XONE                 | PC                           | Zawartość (patrz: roster) |
| ----------------------------------------------------------------------------------- | -------------------- | -------------------- | -------------------- | -------------------- | ---------------------------- | --- |
| Accelerator                                                                         | 11 października 2016 | 11 października 2016 | 11 października 2016 | 11 października 2016 | 6 lutego 2017                | - możliwość zmiany atrybutów i umiejętności wszystkich wrestlerów - możliwość odblokowywania całej zawartości bez wydawania punktów VC |
| MyPlayer Kick Start                                                                 | 11 października 2016 | –                    | –                    | 11 października 2016 | 6 lutego 2017                | - więcej opcji rozwoju postaci w trybie MyCareer - przyspieszenie postępów w trybie MyCareer.                                          |
| Goldberg Pack                                                                       | 12 października 2016 | 11 października 2016 | 12 października 2016 | 11 października 2016 | zawarte w wersji podstawowej | - wrestler Goldberg - areny Monday Nitro i Halloween Havoc                                                                             |
| NXT Enhancement Pack (PS4, PC, XONE) / NXT Legacy Pack (X360, PS3)                  | 15 listopada 2016    | 11 października 2016 | 11 października 2016 | 30 listopada 2016    | 6 lutego 2017                | - 3 nowi wrestlerzy - w trybie MyCareer można zdobyć więcej punktów w NXT                                                              |
| Legends Pack                                                                        | 22 listopada 2016    | 22 listopada 2016    | 22 listopada 2016    | 15 listopada 2016    | 6 lutego 2017                | - 7 nowych wrestlerów - Goldberg Pack                                                                                                  |
| New Moves Pack                                                                      | 13 grudnia 2016      | 13 grudnia 2016      | 13 grudnia 2016      | 13 grudnia 2016      | 6 lutego 2017                | - 35 nowych ciosów dla wszystkich dostępnych zawodników                                                                                |
| Future Stars Pack                                                                   | 17 stycznia 2017     | 17 stycznia 2017     | 17 stycznia 2017     | 17 stycznia 2017     | 6 lutego 2017                | - 5 nowych wrestlerów - Goldberg Pack                                                                                                  |
| Hall Of Fame Showcase Pack                                                          | 21 lutego 2017       | 21 lutego 2017       | 21 lutego 2017       | 21 lutego 2017       | 7 marca 2017                 | - 10 nowych wrestlerów - 9 nowych strojów - 5 nowych aren - tryb showcase                                                              |
| Źródła: Steam, 2K, Gry-Online, PlayStation Store, Xbox Marketplace, Microsoft Store |                      |                      |                      |                      |                              | |

## Odbiór gry
Gra otrzymała mieszane oceny z przewagą dobrych. Przez większość portali recenzenckich została oceniona na PlayStation 4. Xbox One był drugą najpopularniejszą konsolą, dla której recenzenci oceniali grę.
Poza aspektami technicznymi i grywalnością, fani wrestlingu zwracali uwagę na to, że gra jest pod wieloma względami nieaktualna pod względem reprezentowania WWE. Między premierą WWE 2K16, a WWE 2K17 miał miejsce podział WWE na brandy, powstały nowe tytuły mistrzowskie i nowa dywizja wagi lekkiej, pojawili się nowi komentatorzy, a termin diva przestał być używany. Dyrektor marki Bryce Yang przyznał, że twórcy nie mogli wiedzieć o nadchodzących zmianach i nie mieli czasu żeby je uwzględnić

### Wyniki finansowe
Gra okazała się finansowym sukcesem. W ciągu pierwszych czterech dni od jej premiery 11 października 2016 roku sprzedano 489 546 jej egzemplarzy, w tym 277 527 z nich na PlayStation 4 (57%), 125 428 na Xbox One (26%), 47 039 na PlayStation 3 (10%), a 39 552 na Xbox 360 (7%). Jednak był to gorszy wynik, niż w przypadku pierwszego tygodnia od wydania poprzednich gier z serii: WWE 2K16 (531 707) i WWE 2K15 (577 195), ale lepszy, niż w przypadku WWE 2K14 (383 357). Koncern Take-Two Interactive (wydawca) wymienił WWE 2K17 jako jedną z gier, które przyczyniły się do uzyskania lepszego wyniku finansowego firmy, niż w tym samym kwartale roku poprzedniego.